# Siphocampylus sissi
Siphocampylus sissi är en klockväxtart som beskrevs av Franz Elfried Wimmer. Siphocampylus sissi ingår i släktet Siphocampylus och familjen klockväxter.
Artens utbredningsområde är Colombia. Inga underarter finns listade i Catalogue of Life.